# Lee Ho
Lee Ho, född 22 oktober 1984 i Seoul, Sydkorea, är en sydkoreansk före detta fotbollsspelare.